# Phthanoperidiniaceae
Famille
Les Phthanoperidiniaceae sont une famille d'algues dinoflagellés de l’ordre des Peridiniales.

## Étymologie
Le nom vient du genre type Phthanoperidinium, dérivé du grec φθάνω / ftháno, «  arriver le premier ; devancer », et de -peridinium, par allusion au genre Peridinium, littéralement « premier péridinien », en référence à sa découverte en tant qu'espèce ancienne et disparue.

## Liste des genres
Selon AlgaeBase (15 janvier 2022)
- Multispinula M.R.Bradford	0
- Stelladinium M.R.Bradford

Le genre type † Phthanoperidinium est un genre fossile de l'Oligocène.